# Chéry-lès-Pouilly
Chéry-lès-Pouilly è un comune francese di 684 abitanti situato nel dipartimento dell'Aisne della regione dell'Alta Francia.

## Società

### Evoluzione demografica
Abitanti censiti